# Irakli Sirbiladze
Irakli Sirbiladze (Tbilisi, 27 september 1982) is een Georgisch profvoetballer die actief is voor FC Inter Turku in de Veikkausliiga, de hoogste Finse voetbalcompetitie. Sirbiladze werd in de Veikkausliiga 2012 topscorer met zeventien doelpunten in de competitie.
- In januari 2015 tekende Sirbiladze bij KuPS[1].

## Erelijst
Lokomotivi Tbilisi
Cup van Georgië (2x) 2002, 2005
 Olimpi Roestavi
Kampioen van Georgië (2006/07)
 KPV Kokkola
- Topscorer Ykkonen

2010 (17 goals)
 FC Inter Turku
- Topscorer Veikkausliiga

2012 (17 goals)